# Puma AMV
Puma AMV 4.1 – samochód sportowy, wyprodukowany w ilości 150 sztuk przez brazylijski koncern PUMA Veículos e Motores.

## Historia pojazdu

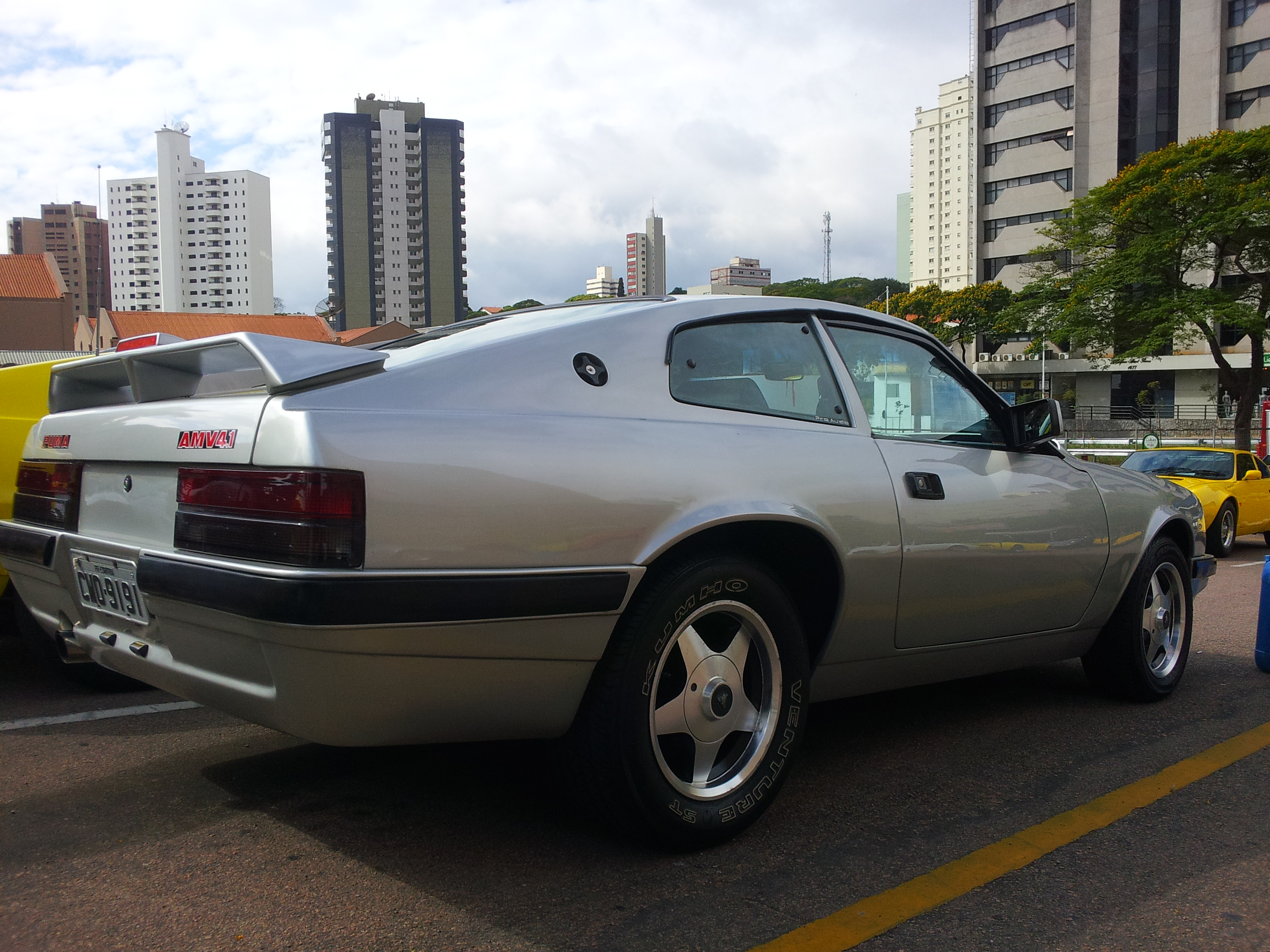
Puma AMV, tył nadwozia

Samochód był modernizacją nadwozia Pumy GTB, technicznie różnice były niewielkie. Główną zmianą we wnętrzu były fotele kubełkowe firmy Recaro, wykonane ze skóry; przeprojektowano też deskę rozdzielczą. Zastosowano felgi ze stopów lekkich i opony 205/60, oraz skrzynię biegów o pięciu przełożeniach, radio z anteną wysuwającą się z nadwozia. Układ hamulcowy działał skuteczniej niż w poprzedniku, poprzez zastosowanie zaworu wyrównującego działanie układu. Karoserię, opartą na konstrukcji rurowej, stworzono z włókna szklanego. Ze względu na konstrukcję przestarzałą już w momencie wprowadzenia do sprzedaży, właścicieli znalazło niewiele tych aut. Produkcję zakończono w 1991 roku, kiedy to koncern GM wstrzymał wytwarzanie silników napędzających Pumy.

## Dane techniczne
- Silnik: R6 (4093 cm³), 2 zawory na cylinder
- Układ zasilania: gaźnik dwugardzielowy
- Średnica × skok tłoka: 98,00 mm × 89,00 mm
- Stopień sprężania: 7,8 : 1
- Moc maksymalna: 122 KM (90 KW) przy 3800 obr./min
- Maksymalny moment obrotowy: 284 N•m przy 2000 obr./min
- Prędkość maksymalna: 175 km/h
- Przyśpieszenie 0-100 km/h: 10,84 s
- Elastyczność 40-120 km/h: 18,03 s
- Zużycie paliwa (cykl mieszany): 12,5 l/100km